# Ком (футбольний клуб)
ФК «Ком»  (чорн. FK Kom, ФК Ком) — чорногорський футбольний клуб з міста Подгориця. Виступає у Другій лізі Чорногорії. Заснований 1958 року. Домашні матчі проводить на стадіоні «Златиця».

## Історія
Перший сезон незалежного чемпіонату Чорногорії розпочав у Першій лізі, проте після сезону 2009-10 покинув її і зараз грає у нижчих лігах.
| Сезон   | Ліга       | Місце |
| ------- | ---------- | ----- |
| 2006-07 | Перша ліга | 7     |
| 2007-08 | Перша ліга | 9     |
| 2008-09 | Перша ліга | 9     |
| 2009-10 | Перша ліга | 12    |
| 2010-11 | Друга ліга | 6     |
| 2011-12 | Друга ліга | 11    |
| 2012-13 | Третя ліга |       |
| 2013-14 | Друга ліга | 6     |
| 2014-15 | Друга ліга | 6     |
| 2015-16 | Друга ліга | 5     |